# Harlan Ellison

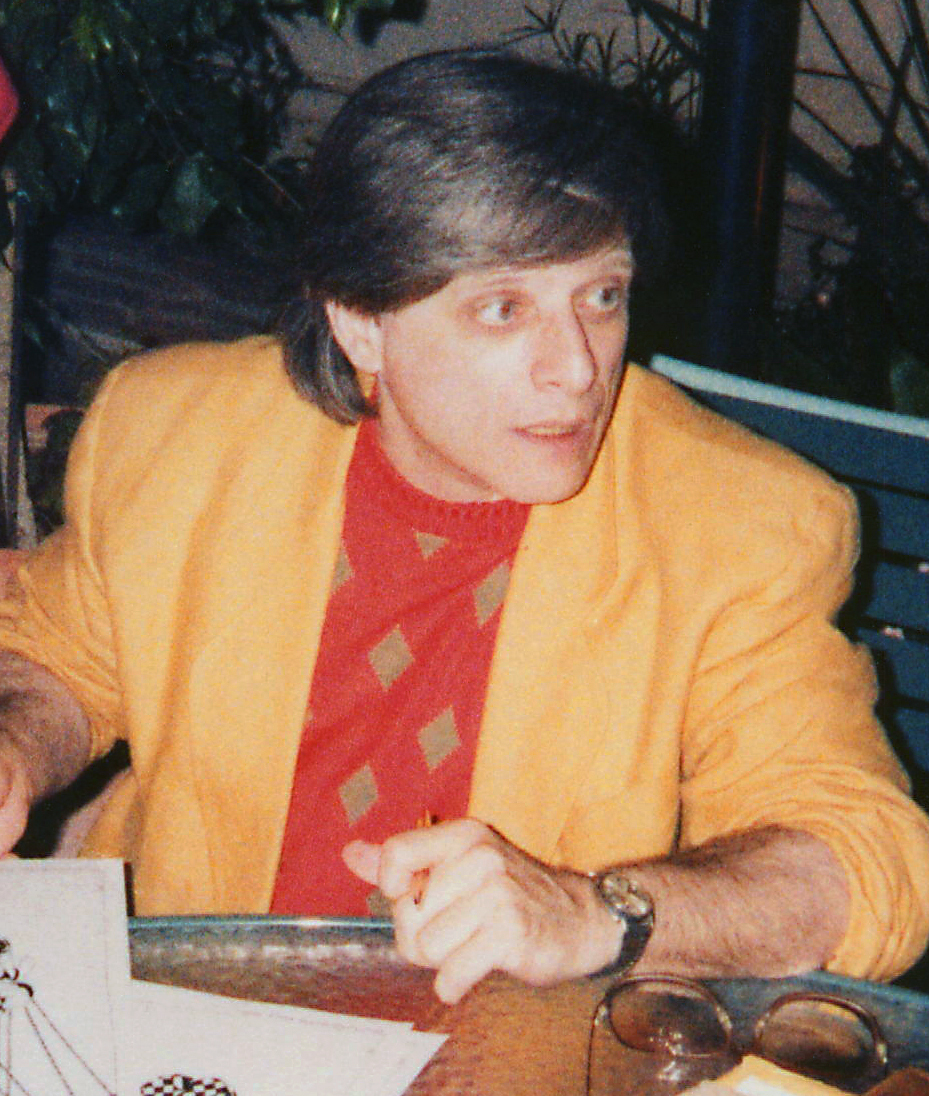
Harlan Ellison (1986)

Harlan Jay Ellison (* 27. Mai 1934 in Cleveland, Ohio; † 28. Juni 2018 in Los Angeles, Kalifornien) war ein US-amerikanischer Schriftsteller, Drehbuchautor und Kritiker.

## Person und Werk
Harlan Ellison ist für seine Erzählungen und Kurzgeschichten im Bereich der Science-Fiction, Fantasy und des Horror bekannt, womit aber nur ein Teil seiner Arbeiten abgedeckt ist. Viele seiner Bücher enthalten keine phantastischen Elemente. Er hat sich daher immer wieder gekränkt gezeigt, wenn er auf die SF festgelegt wurde – eine Konsequenz der vielen Preise, die er vor allem ab Mitte der 1960er Jahre bis in die 1970er Jahre hinein für phantastische Erzählungen erhalten hat. Ellison glänzte immer durch Vielseitigkeit und hohen Lebens- und Realitätsbezug, chronische Erschöpfung führte jedoch nach einer langen Erfolgsperiode seit den 1980er Jahren zu einer Verlangsamung seines Outputs.
Was seine bekannteren Geschichten verbindet, sind meist phantastische Elemente und Rahmenbedingungen, die auf die Figuren einwirken; der spezielle Charakter von Ellisons Werken liegt in seiner Vorliebe für düstere Stimmungen, starke Emotionen und schwarzen Humor, sowie in seiner sprachlichen Experimentierfreude. Charakteristisch sind auch Ellisons leidenschaftliches politisches und soziales Engagement, seine Bereitschaft, Stellung zu beziehen und sich unpopulär zu machen. Ellison wurde häufig als Redner engagiert und führte diverse persönliche Kampagnen durch, sei es gegen christliche Glaubensvorstellungen, Dummheit, das Internet, die Machtlosigkeit von Autoren gegenüber Regisseuren oder Produzenten, das Fernsehen oder für eine größere Anerkennung in seinen Augen unterschätzter oder in Vergessenheit geratender Autoren wie Alfred Elton van Vogt, Fritz Leiber oder Gerald Kersh.
Seine Kurzgeschichten veröffentlichte er auch unter Pseudonymen, darunter Lee Archer, Cordwainer Bird, Robert Courtney, Wallace Edmondson, Ellis Hart, E. K. Jarvis und Clyde Mitchell.

### Werdegang
Ellison wurde in Cleveland geboren. Als Sohn der einzigen jüdischen Familie in seinem Viertel – und zudem klein von Gestalt – war er vielen Angriffen ausgesetzt. In Cleveland gab er auch in sehr jungen Jahren bereits eine Fanzeitung über SF heraus. Als 13-Jähriger floh er von zu Hause und schloss sich einer reisenden Gruppe von Schaustellern an, arbeitete u. a. als Holzfäller und als Fischer. Seine ersten schriftstellerischen Arbeiten entstanden ab 1955 in New York City, wo er für die dort konzentrierten Schundmagazine reihenweise Geschichten über Gewaltverbrechen, Geständnisliteratur und Horrorgeschichten schrieb, um sich über Wasser zu halten. Sein Freund und Vertrauter war in dieser Zeit Robert Silverberg, der genau das Gleiche tat. In New York kam er mit vielen SF-Autoren in Kontakt und versuchte, seine SF-Geschichten in den einschlägigen Magazinen veröffentlicht zu bekommen, was ab 1956 gelang. Schließlich schloss er sich einige Monate einer Straßengang an, um Erfahrungen zu sammeln und darüber zu schreiben (Memos from Purgatory). Sein erster Roman Web in the City (1958) erschien, während er als Soldat in Fort Knox stationiert war. Etwa ein Jahr lang war er der Herausgeber beim Taschenbuchverlag Regency Books. Seine vierte Kurzgeschichtensammlung Gentleman Junkie (1961 bei Regency) wurde von Dorothy Parker in den höchsten Tönen gelobt, ein für Ellison einschneidendes Erlebnis.

### Fernsehen und Science Fiction
Nach einem Umzug schrieb Ellison in Los Angeles neben seinen Geschichten Drehbücher, um mehr Geld zu verdienen. Darunter waren zwei 1964/65 produzierte Episoden der The-Outer-Limits-Reihe und das ursprüngliche Drehbuch für die Star-Trek-Episode „The City on the Edge of Forever“ (Griff in die Geschichte) von 1967. Sowohl die abgeänderte Fernsehfassung als auch das Originaldrehbuch gewannen wichtige Preise. Zur selben Zeit fand er auch in der SF-Szene Beachtung, wo er mit seinen Geschichten wie auch mit seiner Persönlichkeit wie ein Komet einschlug. Die vom modernen Pünktlichkeitswahn und der Rolle des Künstlers handelnde Geschichte „‘Repent, Harlequin!’ Said the Ticktockman“ zählt in den USA zu den am häufigsten wieder nachgedruckten Geschichten überhaupt. Daneben wurden sehr bekannt: „I Have No Mouth, and I Must Scream“, „Pretty Maggie Moneyeyes“, „The Beast That Shouted Love at the Heart of the World“, „A Boy and His Dog“ und später „The Deathbird“ und „Adrift Just Off the Islets of Langerhans: Latitude 38° 54′ N, Longitude 77° 00′ 13″ W“. Für seine Geschichten erhielt er regelmäßig die höchsten Auszeichnungen des SF-Betriebs.
Ellisons Einfluss auf andere Autoren war in der SF immens, auch wenn nie ein breites Publikum auf ihn aufmerksam wurde. Zu seinem Einfluss trug auch seine Arbeit als Herausgeber zweier umfangreicher Sammlungen speziell georderter Geschichten von jeweils über 30 wichtigen Phantastik-Autoren bei, welche die Titel „Dangerous Visions“ und „Again, Dangerous Visions“ trugen. Ellison hatte die Autoren gebeten, mutige Geschichten einzureichen, die anderswo abgelehnt worden waren oder zumindest aller Voraussicht nirgends anders veröffentlicht werden könnten. Diese sorgfältig hergestellten Bände gaben einen Überblick über den Entwicklungsstand phantastischer Literatur und waren ein solcher Erfolg, dass es in SF-Kreisen schon bald selbstverständlich wurde, auch zuvor unveröffentlichte Geschichten unterschiedlicher Autoren eines gewünschten Standards in Sammelbänden zusammenzufassen. (Damon Knight hatte dies zuvor mit seiner langlebigen „Orbit“-Reihe begonnen.) Als Herausgeber fungieren dann in den meisten Fällen Autoren und keine Verlagsangestellten. Arbeitete Ellison als Herausgeber, so ließ er es sich nie nehmen, unentdeckten Talenten die ihnen zustehende Öffentlichkeit zu verschaffen. Die beiden Bände wurden von der Kritik als zentrale Bezugswerke für die Bewegung der „New Wave“ der Science Fiction betrachtet, von denen Ellison bereits als einer der Hauptvertreter galt.
In den frühen 70er Jahren erschien mit „The Glass Teat“ auch Ellisons erste Zusammenstellung kritischer Essays über das Fernsehen und das damalige Fernsehprogramm.

### Nach dem Durchbruch
Ellisons Bücher überzeugten zunehmend als zusammenhängende Werke, auch wenn sie nur noch aus einzelnen Geschichten bestanden. So wurden zwei seiner späteren Sammlungen mit den Titeln „Strange Wine“ (1978) und „Shatterday“ (1980) auch besonders gelobt. In letzterem war u. a. das mit einem Hugo Award ausgezeichnete „Jeffty Is Five“ (1977) enthalten, in dem Ellison von einem ewig jungen Kind erzählte, dessen Welt sich um ihn herum gnadenlos veränderte. Die ebenfalls aufgenommene Novelle „All the Lies that Are My Life“ (1980) behandelte das Thema Freundschaft, wobei hier wie in vielen seiner wichtigsten Werke autobiographische Wahrheiten durchschlugen. Der damals schriftstellerisch aufkeimende Stephen King bekannte sich in seinem Sachbuch „Danse Macabre“ klar zu Ellison, wobei vor allem Kings Kurzgeschichten grob einer ähnlichen Tradition wie die von Ellison zuzuordnen sind. Beide Autoren waren aber bekennend von den Vorreitern der modernen Horror-Literatur beeinflusst, darunter H.P. Lovecraft und Edgar Allan Poe. Der von Ellison geförderte Dan Simmons reihte sich da bald ein.
Ellison schrieb in den frühen 1970er Jahren u. a. Filmdrehbücher zu Romanen von Isaac Asimov („Ich, der Robot“) und Norman Spinrad („Champion Jack Barron“), die unverfilmt blieben, während sein Pilot-Fernsehskript zu „The Starlost“ stark abgeändert vor die Kameras ging und die Serie dann ohne ihn gemacht wurde. Nachdem Ellison jahrelang über Filmstudios, Fernsehsender und Produzenten hergezogen war, nahm er Mitte der 80er Jahre unter bestimmten Bedingungen an der Gestaltung einer Neuauflage der Reihe The Twilight Zone teil, das mit einer filmischen Umsetzung seiner Geschichte „Shatterday“ begann. Seine spätere Episode „Paladin of the Lost Hour“ über Weisheit, Freundschaft und Verantwortung in einer modernen Welt zählte zu den besten und wurde ebenfalls als Kurzgeschichte mit Begeisterung aufgenommen (Locus Award). Ellison verließ die Serie nach weniger als einem Jahr, als eines seiner Drehbücher beim Sender nicht genehmigt wurde.
Ellisons Produktivität ging in den frühen 1980er Jahren zurück, als er gesundheitliche Probleme bekam und nicht mehr so lange an der Schreibmaschine sitzen konnte. Da ihm jedoch die Umgebung seiner Arbeit unerheblich ist, schrieb er eine Reihe von Geschichten in den Schaufenstern von Buchgeschäften, die er unterstützen wollte. Dabei gab ihm eine Person ein Stichwort, welches die Geschichte anregen sollte, und die fertigen Seiten wurden für Passanten im Schaufenster ausgehängt. Auf diese Weise entstanden im Laufe der Jahre über dreißig Geschichten, die er zum Teil in seine Bücher aufnahm.

### Spätphase
1988 und 1997 erschienen mit „Angry Candy“ und dem recht umfangreichen „Slippage“ weitere Erzählsammlungen. Der aufwändige Band „Mind Fields“ von 1994 enthielt 33 Kurzgeschichten, die von abgedruckten Bildern Jacek Yerkas inspiriert wurden. Die Novelle „Mefisto in Onyx“ und die Kurzgeschichte „Chatting With Anubis“ (beide auch in „Slippage“) erhielten jeweils den Bram Stoker Award. Die Geschichte „The Man Who Rowed Christopher Columbus Ashore“ wurde 1993 in den Jahresband der Best American Short Stories aufgenommen. Die Geschichte „Goodbye to All That“ wurde 2003 für einen Nebula Award nominiert. In „Harlan Ellison’s Watching“ (1989) waren Filmkritiken versammelt, zwei andere Bände enthielten Essays. Zu seinen bekannteren Kritiken gehören Verrisse der Filme Krieg der Sterne und Star Trek: Der Film. (Weniger bekannt ist, dass Ellison vor allem in jungen Jahren viel Musikkritik sowie als Anhänger vieler Musikstile unzählige Liner Notes verfasst hatte.) Mit Beginn der 1990er Jahre wurde Ellison beratend für die SF-Fernsehserie Babylon 5 tätig, da er mit dem Produzenten J. Michael Straczynski befreundet war. Das international vermarktete Computerspiel „I Have No Mouth, and I Must Scream“ (Cyberdreams, 1995) basierte auf seiner Erzählung und ging weit darüber hinaus, zumal Ellison sein Desinteresse an moderner Technik für einige Monate ablegte und die Handlung, die Dialoge und das Begleitheft mitverfasste sowie dem Spiel seine Stimme lieh. Ende der 1990er Jahre überwachte Ellison persönlich die Herausgabe diverser älterer Bücher, die längst vergriffen waren („Edgeworks“ Bände 1 bis 5). Dafür schrieb er wie üblich teils neue Fußnoten und Einleitungen. Ellison, der seit der Kindheit ein großer Fan und Fürsprecher der Comic-Kunst war, arbeitete mit ausgewählten Textern und Zeichnern zusammen, die jeweils einzelne Geschichten für „Harlan Ellison’s Dream Corridor“, eine eigens ins Leben gerufene Comic-Reihe, adaptierten.
Verfilmungen von „Mefisto in Onyx“ sowie ein „Dream Corridor“-Film waren im Gespräch; seine Geschichte „The Discarded“ wurde mit seiner Beteiligung Mitte 2006 für die TV-Reihe „Masters of Science Fiction“ (ABC; Regie: Jonathan Frakes) umgesetzt. Viele Erzählungen und Novellen gab Ellison trotz Anfragen nicht für Verfilmungen frei, darunter „Jeffty Is Five“. Des Öfteren wurden bereits angedachte Projekte von Ellison wieder gestoppt, weil etwa in Besetzungsfragen keine Einigung erzielt werden konnte.
2006 erhielt Ellison für sein Lebenswerk den begehrten Grand Master Award des SF-Autorenverbandes (SFWA), die Laudatio hielt Connie Willis. 2007 wurden Arbeiten an einem Dokumentarfilm über Ellison fertiggestellt, der unter dem Titel „Dreams with Sharp Teeth“ im April 2007 uraufgeführt und von Werner Herzog gelobt wurde (offizielle Premiere erst am 4. Juni 2008). Der Film sollte im Laufe des Jahres auf Festivals gezeigt werden. Im Sommer erschien ein Aufsatz Ellisons über seine Freundschaft mit Theodore Sturgeon, der ihn gebeten hatte, seinen Nachruf zu verfassen. Außerdem nahm er für den Verlag IDW seine Arbeit als Herausgeber einer neuen Reihe von Wiederveröffentlichungen bedeutender Werke der SF auf. Anfang November kündigte er die Mitwirkung an zwei weiteren Fernsehprojekten an, nahm dann aber aktiv am allgemeinen Autorenstreik (siehe WGA) in Hollywood teil. 2011 wurde er in die Science Fiction Hall of Fame aufgenommen.
Ellison schrieb weiter erfolgreich Geschichten und erklärte sich immer öfter von lateinamerikanischer Literatur beeinflusst. Er starb im Juni 2018 im Alter von 84 Jahren.

### Gerichtsverfahren
Seine Anzeige gegen Gary Groth, den Miteigentümer von Fantagraphics Books, von dem er sich schon seit vielen Jahren angegriffen fühlte und den er nun konkret wiederholter Diffamierung und unerlaubter Verwertung seines Namens beschuldigte, sorgte 2007 für einiges Aufsehen, vor allem als Groth die Leser von Fantagraphics-Erzeugnissen zu Spenden aufrief, um nach abgelehntem Antrag auf Einstellung des Verfahrens die Anwaltskosten weiter tragen zu können, ohne dafür das Programm seines Verlags einschränken zu müssen. Die jeweiligen Unterlagen zu dem Verfahren veröffentlichten Ellison und Groth auf ihren Webseiten. Zu den bekanntesten von Ellison gewonnenen oder außergerichtlich geregelten Verfahren zählen die gegen James Cameron (Plagiatsvorwurf im Zusammenhang mit dem Film Terminator) und AOL (ungenehmigte Verbreitung urheberrechtlich geschützten Eigentums).

### Deutsche Rezeption
In Deutschland wurden nur wenige von Ellisons Büchern veröffentlicht, allerdings erscheinen viele seiner bekannteren Geschichten in den einschlägigen SF-Anthologien der 1960er und 1970er Jahre, in Zusammenstellungen anderer Autoren sowie gelegentlich in Kriminal- und Horroranthologien.

## Werke

### Deutsche Ausgaben
Sammelbände:
- Ellison, Harlan (1962): Der silberne Korridor. München: Goldmann. ISBN 9783442231522.
- Ellison, Harlan (1972): Die Puppe Maggie Moneyeyes. Erzählungen. Hamburg: Marion von Schröder. ISBN 9783547724851.
- Ellison, Harlan (2014): Ich muss schreien und habe keinen Mund. Erzählungen. München: Heyne. ISBN 9783453315570.

Novelle:
- Ellison, Harlan (1996): Mephisto in Onyx. München: Goldmann. ISBN 9783442081356.

Als Herausgeber:
- Ellison, Harlan (1970) (Hrsg.): 15 Science Fiction Stories. Harlan Ellisons große SF-Anthologie. München: Heyne.
- Ellison, Harlan (1970) (Hrsg.): 15 Science Fiction Stories. Harlan Ellisons große SF-Anthologie II. München: Heyne.

### Ausgewählte Erzählungen
- "Hilflos Wind und Wellen ausgeliefert vor der Küste der Langerhansschen Inseln: 38° 54′ nördliche Breite, 77° 00′ 13″ westliche Länge" in: Preiss, Byron (Hrsg.) (1996): Das Beste vom Werwolf. Köln: Bastei-Lübbe. ISBN 9783404134847 / Ellison, Harlan (2014): Ich muss schreien und habe keinen Mund. München: Heyne. ISBN 9783453315570.
- "Jeffty ist fünf" in: Kluge, Manfred (1980) (Hrsg.): Jeffty ist fünf. München: Heyne. ISBN 9783453306424./ Ferman, Edward L. (1981) (Hrsg.): 30 Jahre Magazine of Fantasy and Science Fiction. München: Heyne. ISBN 9783453307322. / Ellison, Harlan (2014): Ich muss schreien und habe keinen Mund. München: Heyne. ISBN 9783453315570.
- "Ein Junge und sein Hund" in: Blish, James (1981) (Hrsg.): Ein Junge und sein Hund. Rastatt: Moewig. ISBN 9783811867239. / Ellison, Harlan (2014): Ich muss schreien und habe keinen Mund. München: Heyne. ISBN 9783453315570.
- "Der Soldat" in: Notkin, Debbie; Stewart, Roger (2000) (Hrsg.): The Outer Limits 1 – Die unbekannte Dimension. München: Heyne. ISBN 9783453160859.
- "Der Todesvogel" in: Wilhelm, Kate (1982) (Hrsg.): Der Plan ist Liebe und Tod. Rastatt: Moewig. ISBN 9783811867307. / Ellison, Harlan (2014): Ich muss schreien und habe keinen Mund. München: Heyne. ISBN 9783453315570.
- "'Bereue, Harlekin!' sagte der Ticktackmann" in: Knight, Damon (1972) (Hrsg.): Computer streiten nicht. München: Heyne. ISBN 9783453302372 / Gates, Jonathan (1997) (Hrsg.): Die 20 besten SF-Stories. München: Goldmann. ISBN 9783442250295. / Ellison, Harlan (2014): Ich muss schreien und habe keinen Mund. München: Heyne. ISBN 9783453315570.
- "Schritte" in Gelb, Jeff; Friend, Lonn (2007) (Hrsg.): Hot Blood 1. Bis das der Tod euch vereint. Leipzig: Festa. ISBN 9783865520746.
- "Mit Virgil Oddum am Ostpol" in: Wollheim, Donald A.; Saha, Arthur W. (1986) (Hrsg.): World's best SF 5. Köln: Bastei-Lübbe. ISBN 9783404220922.
- "Der Wächter der verlorenen Stunde" in: Jeschke, Wolfgang (1988) (Hrsg.): Wassermanns Roboter. München: Heyne. ISBN 9783453027688. / Ellison, Harlan (2014): Ich muss schreien und habe keinen Mund. München: Heyne. ISBN 9783453315570.
- "Das weiche Äffchen" in: Datlow, Ellen; Windling, Terri (1990) (Hrsg.): Das neue Buch der Fantasy. Magisch-Unheimlich-Phantastisch. Köln: Bastei-Lübbe. ISBN 9783404135585. / Ellison, Harlan (2014): Ich muss schreien und habe keinen Mund. München: Heyne. ISBN 9783453315570.
- "Zähl ich den Glockenschlag, der Stunden misst" in: Armer, Karl Michael; Jeschke, Wolfgang (1984) (Hrsg.): Die Fussangeln der Zeit. Die schönsten Zeitreise-Geschichten Band 1. ISBN 9783453310193 / Ellison, Harlan (2014): Ich muss schreien und habe keinen Mund. München: Heyne. ISBN 9783453315570.
- "Der Zwischenbereich" in: Laumer, Keith (1975) (Hrsg.): Der Zwischenbereich. München: Heyne. ISBN 9783453303492 / Sargent, Pamela; Watson, Ian (1988) (Hrsg.): Das unentdeckte Land. Köln: Bastei-Lübbe. ISBN 9783404241125.
- "Auf der Marmorplatte" in: Turner, James (2004) (Hrsg.): Spur der Schatten. Neue Geschichten aus dem Cthulhu-Mythos. Köln: Bastei-Lübbe. ISBN 9783404150816.
- "Die überspannte Stunde" in: Hahn, Ronald M. (1984) (Hrsg.): Mythen der nahen Zukunft. München: Heyne. ISBN 9783453310049.
- "Zerbrochen wie ein gläsernes Flaschenteufelchen" in: Knight, Damon (1975) (Hrsg.): Damon Knight's Collection 5. Frankfurt a. M.: Fischer. ISBN 9783436015497 / Maly, Herbert W. (1974) (Hrsg.): Der metallene Traum. Heyne: München. ISBN 9783453302846.

### Prosabände
- The Deadly Streets (1958)
- Children of the Streets (1961)
- Gentleman Junkie and Other Stories of the Hung-Up Generation (Vorwort von Frank M. Robinson, 1961)
- Ellison Wonderland (1962)

Neuausgabe Ende 2007 mit neuer Einleitung und neuen Anmerkungen sowie neuem Vorwort von Robert Silverberg.
- Paingod and Other Delusions (1965)

Hugo Award und Nebula Award für "Repent, Harlequin!" Said the Ticktockman
- I Have No Mouth, and I Must Scream (1967)

Hugo Award für die Titelstory, zwei Nominierungen für Pretty Maggie Moneyeyes. Vorwort von Theodore Sturgeon.
- From the Land of Fear (1967)

Inkl. Soldier als Story und Drehbuch (The Outer Limits).
- Love Ain't Nothing But Sex Misspelled (1968, modifiziert 1976)

Geschichten über Liebe im weitesten Sinne; inkl. zwei Novellen.
- The Beast that Shouted Love at the Heart of the World (1969)

Auszeichnungen für die Titelstory und die Novelle A Boy and His Dog.
- Over the Edge (Vorwort von Norman Spinrad, 1970)

Inkl. den Essays „The Words in Spock's Mouth“ über Autorenschaft im Film und „Xenogenesis“, eine umstrittene Abrechnung mit aufdringlichen Fans.
- Partners in Wonder (1971)

Kollaborationen mit Robert Sheckley, Ben Bova, Henry Slesar, A. E. van Vogt, Theodore Sturgeon, Roger Zelazny, Robert Silverberg u. a., mit Einleitungen von Ellison
- Approaching Oblivion (1974)

Inkl. die Kindheitserinnerung One Life, Furnished in Early Poverty, verfilmt für The Twilight Zone (1985). Vorwort von Michael Crichton.
- Deathbird Stories (1975)

Preise erhielten The Deathbird, Basilisk, The Whimper of Whipped Dogs und Adrift Just Off the Islets of Langerhans.
- No Doors, No Windows (1975)

Horror- und Suspense-Geschichten mit umfangreicher Einleitung über Angst und das Genre.
- Strange Wine (1978)

Stephen King führte diesen Band in Danse Macabre als einen wichtigen Beitrag zum Horrorgenre an.
- Shatterday (1980)

Preise für Shatterday, Count the Clock That Tells the Time und die Novellen Jeffty is Five und All the Lies That Are My Life.
- Stalking the Nightmare (1982)

Erzählungen und Essays, Vorwort von Stephen King.
- Angry Candy (1988)

Ausgezeichnet mit dem Locus Award und dem World Fantasy Award. Preise erhielten auch die Stories Soft Monkey, Paladin of the Lost Hour, The Function of Dream Sleep, The Region Between, Footsteps und With Virgil Oddum at the East Pole
- Mind Fields (mit Jacek Yerka, 1994)

Geschichten, inspiriert von Bildern des polnischen Malers Jacek Yerka.
- Slippage (1997)

Umfangreicher Erzählband, enthielt die Novelle Mefisto in Onyx und diverse preisgekrönte Kurzgeschichten.
- Troublemakers (2001)

Einführung in sein Werk für junge Leser, mit einer Auswahl der bekanntesten Geschichten.
- The Essential Ellison (Hg.: Terry Dowling, 1987, Neufassung 2005)

Ein 1000 Seiten überschreitender Auswahlband mit nach Themen geordneten Geschichten, Novellen, Essays und einem Drehbuch. – Bram Stoker Award

### Sachbücher
- Memos from Purgatory (1961)

Ellison berichtet als teilnehmender Beobachter über New Yorker Jugendgangs, Kriminalität und einen kurzen Gefängnisaufenthalt.
- The Glass Teat (1970) / The Other Glass Teat (1975)

Ellison begann Ende 1968 eine wöchentliche Kolumne für die wöchentlich Zeitung Los Angeles Free Press, in der er als kritischer Beobachter über das aktuelle Fernsehen schrieb: Banalitäten im Serien; wie Nachrichtensendungen aktuelle Themen behandelten; was das Fernsehprogramm über die Gesellschaft aussagte; wie sich Politiker im Fernsehen darstellten; was er als Drehbuchautor erlebte usw. Das Buch wurde ein großer Erfolg; als sich jedoch ein Politiker durch eine Äußerung beleidigt fühlte, landete Ellison auf einer Art Liste regierungsfeindlicher Personen der kalifornischen Regierung Reagan, was letztlich dazu führte, dass der Verlag das Buch aus dem Programm nahm und das Fortsetzungsbuch nicht veröffentlichte, das nach einigen Jahren bei einem anderen Verlag erschien.
- Sleepless Nights in the Procrustean Bed (1984)

Essays. – Locus Award
- An Edge in My Voice (1985)

61 Essays (1980–84); Kolumnen für die Zeitschrift Future Life, später übernommen von der Los Angeles Weekly und Comics Journal. Kultur, Politik, Gedanken, Beantwortung von Leserbriefen. Vorwort von Robert Crais – P.E.N. International Silver Pen Award für den „Schutz der Meinungsfreiheit und die Bekämpfung von Zensur, Verlogenheit, Diskriminierung oder jegliche andere Bedrohung freier und verantwortungsvoller Presse“.
- Harlan Ellison's Watching (1989)

Aufsätze und Kritiken zu Kinofilmen. – Bram Stoker Award
- The Harlan Ellison Hornbook (1990)

46 Kolumnen (1972–1977); Erlebnisse, Gedanken, Erinnerungen, Autobiographisches.

### Romane
- Web of the City (auch: Rumble) (1958)
- The Sound of a Scythe (1960)
- Spider Kiss (1961)

Ein Rock-and-Roll-Roman basierend auf der Karriere von Jerry Lee Lewis; gilt als Ellisons geglücktester Roman-Versuch und wurde mehrfach neu herausgegeben.
- Doomsman (SF-Novelle, 1967)
- The Starlost #1: Phoenix Without Ashes (von Edward Bryant, 1975)

Basierend auf TV-Drehbuch von Ellison. Ellison schrieb einen Pilotfilm für die in Kanada hergestellte SF-Serie, das aber entgegen Ellisons Vorstellungen verändert wurde.

### Als Herausgeber
- Stories By the Man Nobody Knows – B. Traven (1961)
- Dangerous Visions (1967)

33 unveröffentlichte, „mutige“ Stories von Ballard, Leiber, Lafferty, Silverberg, Slesar, Knight, Zelazny, Spinrad, del Rey, Sturgeon, Delany, Bloch, Dick, Pohl, Farmer, Aldiss, Niven, Brunner, Ellison u. a.; Vorwort von Isaac Asimov; Einleitungen von Ellison – Auszeichnungen: Hugo Award, spezielle Würdigung der SFWA, Hugo Award für Farmer, Nebula Award für Samuel R. Delany, Nebula und Hugo Award für Fritz Leiber – die Taschenbuchauflage hatte zwei Teile; 2002 erschien eine Jubiläumsausgabe (Vorwort von Michael Moorcock)
- Nightshade and Damnations: The Finest Stories of Gerald Kersh (1968)
- Again, Dangerous Visions (1972)

46 unveröffentlichte, „mutige“ Stories von Koontz, Le Guin, Wolfe, Bradbury, Wilhelm, Gerrold, Bova, Vonnegut, Russ, Anthony, Benford, Blish, Disch, Sallis, Hoffman, Tiptree; Einleitungen von Ellison – Auszeichnungen: Locus Award, spezielle Würdigung der SFWA, Hugo Award für Le Guin, Nebula Award für Joanna Russ
- Medea: Harlan's World (1985)

Experimenteller Entwurf einer gemeinsamen SF-Welt mit Geschichten von Ellison, Frank Herbert, Larry Niven, Ursula K. Le Guin, Theodore Sturgeon, Robert Silverberg u. a. – Locus Award

### Sammelbände (mit neuen Einleitungen)
- Dreams with Sharp Teeth (1991) (3-in-1: I Have No Mouth, and I Must Scream, Deathbird Stories, Shatterday sowie drei zusätzliche Texte)
- Edgeworks 1 (1996) (Over the Edge [modifiziert]; An Edge in My Voice [erweitert], 1996)
- Edgeworks 2 (1996) (Spider Kiss; Stalking the Nightmare, 1996)
- Edgeworks 3 (1997) (The Harlan Ellison Hornbook [neue Kommentare]; Harlan Ellison's Movie, 1997)
- Edgeworks 4 (1997) (Love Ain't Nothing But Sex Misspelled; The Beast That Shouted Love at the Heart of the World, Vorwort: Neil Gaiman, 1997)

### Tonträger (Auswahl)
- Blood! The Life and Future Times of Jack the Ripper (Hörbuch mit Robert Bloch, 1977)
- An Hour With Harlan Ellison – Loving Reminiscences of the Dying Gasp of the Pulp Era (Erinnerungen, 1980)
- On the Road with Ellison, Vol. 1 (Reden, 1983/2003)
- Jules Verne's „20,000 Leagues Under the Sea“ (Hörbuch, 1996)
- Kaleidoscope // The Human Operators (A-Seite Ray Bradbury, B-Seite: Ellison, Hörbuch, Co-Autor A. E. van Vogt, 1997)
- City of Darkness (Hörbuch nach Ben Bova, 1998) – Auszeichnung: „Audie“ for Best Solo Narration, Male (1999)
- Mars; Return to Mars; Venus (Hörbücher nach Ben Bova, 1999, 2000)
- The Voice From the Edge, Vol.1: I Have No Mouth, and I Must Scream (Hörbuch mit 10 Stories und Anmerkungen, 1999) – Bram Stoker Award für nichtschriftliches Medium
- The Voice From the Edge, Vol.2: Midnight in the Sunken Cathedral (Hörbuch mit 8 Stories und Anmerkungen, 2001)
- A Wizard of Earthsea; The Tombs of Atuan (Hörbücher nach Ursula K. Le Guin, 2001, 2002)
- Science Fiction: The Best of 2001 (Hörbuch, SF-Stories, 2002)
- The Best of Fantasy and Science Fiction Magazine 2002 (Hörbuch, SF-Stories, 2003)
- 2000X: Tales of the Next Millennia (Hörbuch, SF-Stories, inkl. "Repent, Harlequin!" Said the Ticktockman mit Ellison und Robin Williams, 2003) – Link siehe unten
- On the Road with Ellison, Vol. 2 (Reden, 2004)
- The Stonehenge Gate (Hörbuch nach Jack Williamson, 2006)
- Run for the Stars (Hörbuch, 2007)
- On the Road with Ellison, Vol. 3 (Reden, 2007)
- The Voice From the Edge, Vol. 3 (Hörbuch mit Stories und Anmerkungen, eine Story gelesen von Robert Bloch, 5 CDs, in Vorb.)

### Comics (Auswahl)
- Avengers 88 & 101 (Story-Vorlagen), 1971, 1972
- Daredevil 208/209 (mit Arthur Byron Cover), Juli/Aug 1984
- Detective Comics 567, „The Night of Thanks, But No Thanks“, Oktober 1986 (dt.: Batman Taschenbuch Nr.35, „Eine schwarze Nacht für Batman!“, Ehapa, 1987)
- Batman: Gotham Knights 13.2, „Funny Money“, März 2001 (dt.: Batman: Schwarz und Weiß 2, Panini Verlag, 2001)

- The Illustrated Harlan Ellison (1978)

Story-Adaptionen; verschiedene Zeichner.
- Demon with a Glass Hand (Graphic Novel, 1986)

Adaption der Episode von The Outer Limits. Zeichner: Marshall Rogers.
- Night and the Enemy (Graphic Novel, 1987)

Nach Erzählungen von Ellison; Zeichner: Ken Steacy.
- Vic and Blood: The Chronicles of a Boy and His Dog (Graphic Novel, 1987/2003, dt. Vic und Blood: Die Geschichte eines Jungen und seines Hundes, 1989)

Graphische Umsetzung von A Boy and His Dog sowie einem Prequel und einer Fortsetzung. Zeichner: Richard Corben.
- The Twilight Zone 1 (1991)

Adaption des TZ-Drehbuchs für „Crazy As a Soup Sandwich“. Zeichner: Neal Adams.
- Harlan Ellison's Dream Corridor (1994/1995) / Harlan Ellison's Dream Corridor, Vol.1 (Graphic Novel, 1996)

Ellisons eigene Comic-Reihe bei Dark Horse. Story-Adaptionen mit speziellen Überleitungen und Story-Erstveröffentlichungen. Fünf Ausgaben, ein Special und ein Sammelband. Mit Peter David, Len Wein, Teddy Kristiansen u. a. Die Reihe wurde aufgrund relativ hoher Kosten und mäßiger Verkaufszahlen eingestellt.
- Harlan Ellison's Dream Corridor, Vol.2 (2007)

Verspäteter zweiter Sammelband mit einigem unveröffentlichtem Material. Mit Richard Corben, Neal Adams, Eric Shanower, Gene Colan u. a.

### Publizierte Drehbücher
- Harlan Ellison's Movie (In: Edgeworks 4) (1970/1997)

Ein Versuch, einen Film völlig nach eigenem Gutdünken zu schreiben.
- I, Robot (1978/1994)

Basierend auf Kurzgeschichten von Isaac Asimov (auch Vorwort), nicht der Film mit Will Smith. Der Film, bei dem Irvin Kershner Regie führen sollte, wurde nach einem Meeting zwischen Ellison und dem Studiochef abgeblasen.
- The City on the Edge of Forever (1966/1975/1995)

Treatment und Drehbuch. Bericht über die Arbeit für Raumschiff Enterprise und Probleme mit Gene Roddenberry. Nachworte von Leonard Nimoy, Walter Koenig u. a. – WGA Award 1967 für das Drehbuch
Diverse weitere verfilmte und unverfilmte Drehbücher sind in Erzählbänden enthalten.

### Film und Fernsehen (Auswahl)
- Episode von The Alfred Hitchcock Hour: Memo from Purgatory (1963)
- Episoden von The Outer Limits: Soldier (1964), Demon With A Glass Hand (1964)
- … denn keiner ist ohne Schuld (The Oscar) (1965) Spielfilm; Co-Autor
- Episoden von Solo für U.N.C.L.E.: The Pieces of Fate Affair (1967), The Sort of Do-It-Yourself Dreadful Affair (1966)
- Episode von Raumschiff Enterprise: The City On The Edge of Forever (1967) (dt. Griff in die Geschichte) – Hugo Award for Best Dramatic Presentation (1968)
- A Boy and His Dog (1975) (dt. In der Gewalt der Unterirdischen) – Adaption & Regie: L.Q. Jones; Hugo Award for Best Dramatic Presentation (1976)
- Mitarbeit an The Twilight Zone und Stories/Drehbücher für die Episoden Shatterday (1985) (mit Bruce Willis); Paladin of the Lost Hour (1985); One Life, Furnished in Early Poverty (1985); Gramma (nach einer Story von Stephen King) (1986); Crazy As A Soup Sandwich (1989)
- Episoden von Babylon 5: Objects in Motion (1998), A View from the Gallery (1998) – Story-Vorlagen
- Episoden von Outer Limits – Die unbekannte Dimension (The Outer Limits): The Human Operators (nur Story) (1999), Human Trials (nur Story) (2002)
- Episode von PSI Factor: The Observer Effect (1999) – Gastrolle („Grifter“)
- The Discarded (August 2007) – Episode von Masters of Science Fiction – Story: Ellison; Adaption: Ellison & Josh Olson, Regie: Jonathan Frakes, Kurzauftritt Ellison
- Dreams with Sharp Teeth (Vorpremiere: April 2007) (Erik Nelsons Dokumentarfilm über Ellison, mit Stellungnahmen von Neil Gaiman, Robin Williams, Ron Moore u. a.)